# Fritz Meerwein
Fritz Meerwein (* 22. Dezember 1922 in Basel; † 4. April 1989 in Heidelberg) war ein Schweizer Psychiater und Psychoanalytiker.

## Leben
Fritz Meerwein, Sohn eines Beamten, studierte Medizin an den Universitäten Basel und Genf und promovierte 1949 in Basel. Er arbeitete als Assistenzarzt an der Psychiatrischen Universitätsklinik Zürich und absolvierte seine Lehranalyse bei Gustav Bally. Ab 1955 arbeitete er als Psychotherapeut in eigener Praxis sowie als Konsiliararzt am Universitätsspital Zürich. 1965 wurde er an der Universität Zürich habilitiert und 1971 dort zum Titularprofessor ernannt.
Meerwein war massgeblich an der Verbreitung der Psychoanalyse in Zürich beteiligt. Seine Interesse galt der Psychosomatik sowie zunehmend den psychischen Problemen in Zusammenhang mit Krebserkrankungen. Er war Initiant des medizinpsychologischen Dienstes an der Abteilung für Onkologie des Universitätsspitals Zürich und gilt daher als Pionier der Psychoonkologie. Meerwein war Präsident der Schweizerischen Gesellschaft für Psychoanalyse und der Gesellschaft für ärztliche Psychotherapie.

## Schriften (Auswahl)
- Über Ursprung, Inhalt und Form banaler Gedichte Schizophrener. In: Schweizer Archiv für Neurologie und Psychiatrie. Bd. 65 (1949), S. 4–60 (Dissertation, Universität Basel, 1949).
- Psychiatrie und Psychoanalyse in der psychiatrischen Klinik. Karger, Basel 1965 (Habilitationsschrift, Universität Zürich, 1965).
- Die Grundlagen des ärztlichen Gesprächs: Eine Einführung in die psychoanalytische Psychosomatik. Huber, Bern 1969; später: Das ärztliche Gespräch: Grundlagen und Anwendungen; zuletzt 4. Auflage 1998.
- (Hrsg.) Einführung in die Psycho-Onkologie. Huber, Bern 1981; zuletzt 5. Auflage 1998 (hrsg. zus. mit Walter Bräutigam).